# Michelle Forbes
Michelle Renee Forbes Guajardo (sinh ngày 8 tháng 1 năm 1965) là một nữ diễn viên người Mỹ.
Cô đã diễn xuất truyền hình và trong các bộ phim độc lập. Forbes lần đầu tiên đạt được sự chú ý cho vai trò kép của mình trong vở opera ban ngày Guiding Light, mà cô đã nhận được đề cử giải Daytime Emmy. Cô cũng là một người chiến thắng giải Saturn với ba đề cử.
Forbes được biết đến với sự xuất hiện định kỳ của cô trên các thể loại và chương trình truyền hình như Ensign Ro Laren trong Star Trek: The Next Generation và vai diễn thường xuyên của cô với tư cách là giám khảo y khoa Julianna Cox trên Homicide: Life on the Street trong thập niên 1990, trong khi xây dựng sự nghiệp của cô với định kỳ vai trò trong suốt những năm 2000 tại Battlestar Galactica, 24, In Treatment, Durham County, Prison Break và vai diễn thường xuyên của cô là Maryann Forrester trên True Blood. Cô đã diễn xuất trong những vai diễn quan trọng trong các bộ phim như Escape from L.A., Kalifornia và Swimming with Sharks
Cô đóng vai chính trong bộ phim truyền hình AMC 2011–2012, The Killing, mà cô nhận được đề cử giải Primetime Emmy.

## Danh sách phim

### Điện ảnh
| Năm  | Tên                                   | Vai                 | Ghi chú |
| ---- | ------------------------------------- | ------------------- | ------- |
| 1993 | Love Bites                            | Nerissa             |         |
| 1993 | Kalifornia                            | Carrie Laughlin     |         |
| 1994 | Swimming with Sharks                  | Dawn Lockhard       |         |
| 1994 | Roadflower                            | Helen               |         |
| 1995 | Just Looking                          | Mary                |         |
| 1995 | The Chosen One                        | The Mother          |         |
| 1995 | Black Day Blue Night                  | Rinda Woolley       |         |
| 1996 | The Prosecutors                       |                     |         |
| 1996 | Escape from L.A.                      | Brazen              |         |
| 1998 | Dry Martini                           | Valeria             |         |
| 2000 | Bullfighter                           | Mary                |         |
| 2000 | Homicide: Life Everlasting            | Dr. Julianna Cox    |         |
| 2001 | Perfume                               | Francene            |         |
| 2002 | Confessions of an American Girl       | Madge Grubb         |         |
| 2002 | Johnson County War                    | Rory Hammett        |         |
| 2004 | Dandelion                             |                     |         |
| 2004 | Al Roach: Private Investigator        |                     |         |
| 2007 | Unthinkable                           | Jamie McDowell      |         |
| 2007 | Battlestar Galactica: Razor           | Admiral Helena Cain |         |
| 2009 | Diplomacy                             |                     |         |
| 2010 | Highland Park                         | Sylvia              |         |
| 2013 | The Hunters                           | Jordyn Flynn        |         |
| 2015 | The Hunger Games: Mockingjay – Part 2 | Lieutenant Jackson  |         |
| 2017 | Columbus                              | Maria               |         |
| 2017 | Gemini                                | Jamie               |         |
| 2017 | Say You Will                          | Janis Nimitz        |         |